# 末日之戰：獵殺悍將
《末日之戰：獵殺悍將》是一款科幻題材的第一人稱射擊遊戲，是末日之戰（Crysis）的獨立資料片，而故事是原作之後。此遊戲由CryENGINE2引擎改良版製作，支持DirectX 10。該遊戲是德國遊戲製作公司Crytek布達佩斯開發，並由美商藝電發行。推出平台只有電腦版，發行時間為2008年9月。

## 故事情節
《末日之戰：獵殺悍將》敘述原作之後中，同處暴龍小隊（Raptor Team）的隊員──麥克「瘋子」（Psycho）在島的另一邊所遭遇的挑戰，時間線和主程式劇情平行，遊戲中將引進更多的武器與載具，以及新的多人連線系統，並展示被提升且最佳化後的CryEngine 2引擎。
故事在賽可與諾曼分離不久後，賽可與美國海軍陸戰隊A連會合，但卻遭到北韓軍李上校的攻擊，所幸逃過一劫，但此時賽可發現了另一項可怕的陰謀......

## 相關
- 支持DirectX 10游戏列表
- 孤岛危机